# ノックアウト (カクテル)
ノックアウト (Knock Out)はジンベースのスタンダードカクテル。ノックアウト・カクテル (Knock Out Cocktail)と呼ぶこともある。

## 由来
1927年に行われたボクシング世界ヘビー級選手権でジャック・デンプシーを下したジーン・タニーの祝勝会で作られたとされている。

## 標準的なレシピ
標準的なレシピを以下に挙げる。
- ドライ・ジン - 1/3
- ドライ・ベルモット - 1/3
- アブサン - 1/3
- ホワイト・ペパーミント - 1tsp

材料をシェークしてカクテルグラスに注ぐ。

## 備考
かつてはアブサンを使うものが主流だったが、中毒を起こすとして使用が禁止されていたため、現在はリコリスかアニスを使ったリカールが主流。アブサンの代用品であるパスティスも用いられる。